# عدلي محمد
عدلي محمد (14 سبتمبر 2004 في البحرين – )؛ هو لاعب كرة قدم إماراتي من أصول بحرينية سودانية يلعب كحارس مرمى في نادي ساوثهامبتون تحت 21 ومنتخب الإمارات.

## سيرة اللاعب
ولد في البحرين لعائلة سودانية و عاش لفترة في الإمارات مع عائلته ولعب هناك في أكاديمية نادي دبي سيتي قبل أن إلى إنجلترا و ينظم إلى نادي ساوثهامبتون في عام 2021. و حصل على الجنسية الإماراتية في عام 2024 بعد ما عاش فيها في السابق و انظم للمشاركة مع منتخب الإمارات.